# Wolfgang Steinlechner

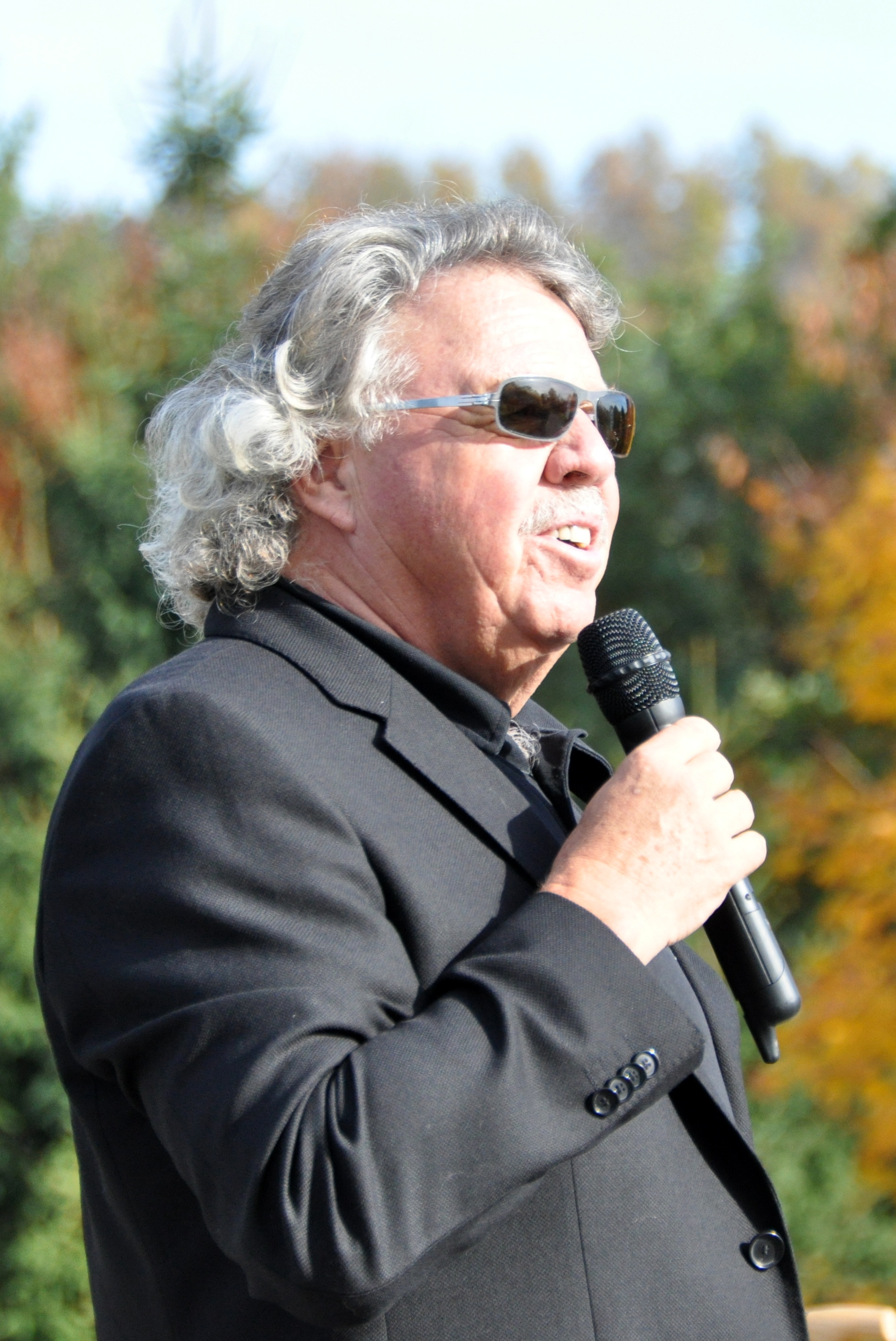
Wolfgang Steinlechner (2013)

Wolfgang Steinlechner (* 5. Juni 1942 in Linz) ist ein österreichischer Architekt.

## Leben
Wolfgang Steinlechner studierte von 1963 bis 1970 Architektur an der Technischen Universität Graz. Anschließend war er als Mitarbeiter in verschiedenen Architekturbüros im In- und Ausland tätig, bevor er von 1973 bis 1989 eine Lehrtätigkeit als Professor an der HTL Bau und Design Linz (vormals HTBLA I für Hochbau und Gebäudelehre) ausübte. 1973 gründete er gemeinsam mit Eckhard Pertlwieser und Hans Winkler die Architektengemeinschaft Team M, welche sich 1989 auf Wolfgang Steinlechner und Eckhard Pertlwieser reduzierte. 1993 übernahm er schließlich die alleinige Leitung des Büros, das seit 2004 den Namen Team M Architekten ZT GesmbH trägt.

## Werke (Auswahl)

### Bildung
- Berufsschule Linz I, Neubau, 1995
- Musikschule Gunskirchen, Neubau, 2004
- Gramaphon, Gramastetten, Neubau, 2008[2]
- Melodium – Kultursaal Peuerbach, Neubau/teilweiser Umbau, 2009[3]

- Krabbelstube Keferfeld/Oed, Neubau, Linz, 2011
- Kindergarten Ansfelden, Neubau, 2016

### Freizeit
- Taubenmarkt Arkade, Neubau/Umbau/Sanierung, Linz, 1992
- Landesmuseum Linz, Neubau Lift/Sanierung, 1995
- Vitalhotel/Therme Geinberg, Neubau/diverse Erweiterungen, 1996–

- SPA Hotel Bründl, Neubau, Bad Leonfelden, 2007[4]

- Parkbad und Linzer Eissporthalle, Neu-/Zu- und Umbau/diverse Erweiterungen, 2014[5]

### Gewerbe
- Energie AG Gmunden, Neubau, 2006[6]

- Ferro Montagetechnik, Neubau, Wels, 2010
- Bürohaus Eisenhandstraße, Um-/Zubau, 2011
- Spar Gunskirchen, Neubau, 2015

### Kommunalbau
- Feuerwehr Ottensheim, Neubau, 2001
- Kommunalzentrum Mauthausen, Neubau, 2005
- Einsatzzentrum Herzogsdorf, Neubau, 2009
- Aufbahrungshalle Altschwendt, Neubau, 2009

- Musikheim und Bibliothek, Neubau, St. Gotthard im Mühlkreis, 2014[7]
- Veranstaltungssaal Edt bei Lambach, Neubau, 2017
- Neue Spinnerei Traun, Neubau, 2017[8]

- KUBEZ (Kultur- und Begegnungszentrum) Dietach, Neubau, 2017

### Gesundheitswesen
- Altenheim Obernberg am Inn, Neubau, 1997
- Altenheim Keferfeld/Oed, Neubau, Linz, 2002
- Altenheim Steyr Münichholz, Neubau, 2004
- Betreubares Wohnen Ried in der Riedmark, Neubau, 2007
- LKH Steyr (Psychiatrie, Verwaltung und Ver-/Entsorgungszentrum), Neubau, 2008

### Wohnbau
- Wohnbau Spindelbaumweg, Neubau, Linz, 2008
- Wohnpark und Ärztezentrum Steyr, Neubau, 2010

- Wohnhaus Hafnerstraße, Neubau, Linz, 2011
- Wohnanlage Karl-Steiger-Straße, Neubau, Linz, 2011
- Doppelhäuser Pasching, Neubau, 2012
- Wohnbebauung Kremsmünster, Neubau, 2013
- Wohnhaus Hargelsberg, Neubau, 2014
- Grüne Mitte Linz, Neubau, 2015[9]

## Auszeichnungen
- 1993: Kulturpreis des Landes Oberösterreich
- 1997: Niederösterreichischer Wohnbaupreis
- 1998: Goldenes Ehrenzeichen des Landes Oberösterreich
- 1999: DuPont Benedictus Award
- 2017: Kulturmedaille des Landes Oberösterreich[10]